# Нью-Ллано (Луїзіана)
Нью-Ллано (англ. New Llano) — місто (англ. town) в США, в окрузі Вернон штату Луїзіана. Населення — 2213 особи (2020).

## Географія
Нью-Ллано розташований за координатами 31°6′49″ пн. ш. 93°16′48″ зх. д. / 31.11361° пн. ш. 93.28000° зх. д. (31.113506, -93.279875).  За даними Бюро перепису населення США в 2010 році місто мало площу 2,52 км², з яких 2,52 км² — суходіл та 0,00 км² — водойми. В 2017 році площа становила 7,01 км², з яких 6,92 км² — суходіл та 0,09 км² — водойми.

## Демографія
Згідно з переписом 2010 року, у місті мешкали 2504 особи в 989 домогосподарствах у складі 663 родин. Густота населення становила 993 особи/км².  Було 1052 помешкання (417/км²).
Расовий склад населення:
| - 43,3 % — білих - 38,7 % — чорних або афроамериканців - 5,0 % — азіатів - 1,0 % — вихідців з тихоокеанських островів - 1,0 % — корінних американців - 4,7 % — осіб інших рас |

До двох чи більше рас належало 6,2 %. Частка іспаномовних становила 10,6 % від усіх жителів.
За віковим діапазоном населення розподілялося таким чином: 27,2 % — особи молодші 18 років, 65,3 % — особи у віці 18—64 років, 7,5 % — особи у віці 65 років та старші. Медіана віку мешканця становила 32,1 року. На 100 осіб жіночої статі у місті припадало 92,0 чоловіків;  на 100 жінок у віці від 18 років та старших — 87,1 чоловіків також старших 18 років.
Середній дохід на одне домашнє господарство  становив 53 050 доларів США (медіана — 42 898), а середній дохід на одну сім'ю — 58 110 доларів (медіана — 50 865). Медіана доходів становила 40 750 доларів для чоловіків та 23 750 доларів для жінок. За межею бідності перебувало 14,6 % осіб, у тому числі 16,4 % дітей у віці до 18 років та 6,5 % осіб у віці 65 років та старших.
Цивільне працевлаштоване населення становило 971 особа. Основні галузі зайнятості: освіта, охорона здоров'я та соціальна допомога — 22,1 %, публічна адміністрація — 20,1 %, роздрібна торгівля — 14,1 %, мистецтво, розваги та відпочинок — 13,4 %.